# Cantón Cevallos
El cantón Cevallos está ubicado en el sector centro-sur de la provincia de Tungurahua (Ecuador) y al sur-oriente de la ciudad de Ambato. El nombre del cantón rinde homenaje al historiador ambateño Don Pedro Fermín Cevallos.
La superficie del cantón Cevallos es de 19 km² en los que viven 8 163 habitantes. Cevallos es el cantón más pequeño del Ecuador y su superficie contrasta con la del cantón Pastaza (Puyo) en la provincia Pastaza que tiene más de 19.000 km². Es también el decimotercer cantón más densamente poblado del país con 429,63 hab/km².
Su alcalde actual es el economista Luis Barona, electo para el período 2019-2023.

## Historia
El Cantón Cevallos fue llamado en la antigüedad Capote Bajo y fue asiento de la cultura Panzaleo. De esta cultura se han hallado objetos arqueológicos de cerámica en la zona de Andignato-Pachanlica.
El 29 de abril de 1892 por Acuerdo del Concejo Municipal de Ambato se crea la parroquia de Cevallos en el sector que antes pertenecía a la parroquia Tisaleo. 
Cevallos fue cantonizado el 13 de mayo de 1986.

## Límites
- Al norte con el Cantón Ambato
- Al sur con los cantones Mocha y Quero
- Al este con el Cantón Pelileo
- Al oeste con cantones Mocha y Tisaleo

## División política
Cevallos tiene solamente una parroquia urbana en la cual se identifican varios barrios.  Los barrios más importantes son: Bellavista, Santa Rosa, San Pedro, La Floresta, La Florida, Jesús del Gran Poder, El Belén, El Mirador, Santo Domingo, Tambo, Tamboloma, Andignato, Aire Libre, Vinces y Agua Santa, El Rosario,La Unión.